# Lisle (Illinois)
Lisle is een plaats (village) in de Amerikaanse staat Illinois en valt bestuurlijk gezien onder DuPage County.
In Lisle is het Morton Arboretum te vinden.

## Demografie
Bij de volkstelling in 2000 werd het aantal inwoners vastgesteld op 21.182. In 2006 is het aantal inwoners door het United States Census Bureau geschat op 23.364, een stijging van 2182 (10,3%).

## Geografie
Volgens het United States Census Bureau beslaat de plaats een oppervlakte van 16,6 km², waarvan 16,5 km² land en 0,1 km² water.

## Plaatsen in de nabije omgeving
De onderstaande figuur toont nabijgelegen plaatsen in een straal van 12 km rond Lisle.